# Antoine Hugot
Antoine Hugot, född 1761 i Paris, död där 18 september 1803, var en fransk flöjtist.
Hugot var förste flöjtist vid den av Giovanni Battista Viotti organiserade italienska operan och professor vid Pariskonservatoriet. Han var en stor virtuos på sitt instrument; under en svår febersjukdom och under yrande tillstånd, gav han sig flera knivstyng och kastade sig ut genom fönstret från fjärde våningen, vilket ledde en omedelbar död. Han komponerade bland annat konserter, trior och duor för flöjt. Hans påbörjade flöjtskola fullbordades av Johann Georg Wunderlich, som utgav densamma i sitt eget och i Hugots namn; den är försedd med anmärkningar av August Eberhard Müller.